# Ardey (Fröndenberg)

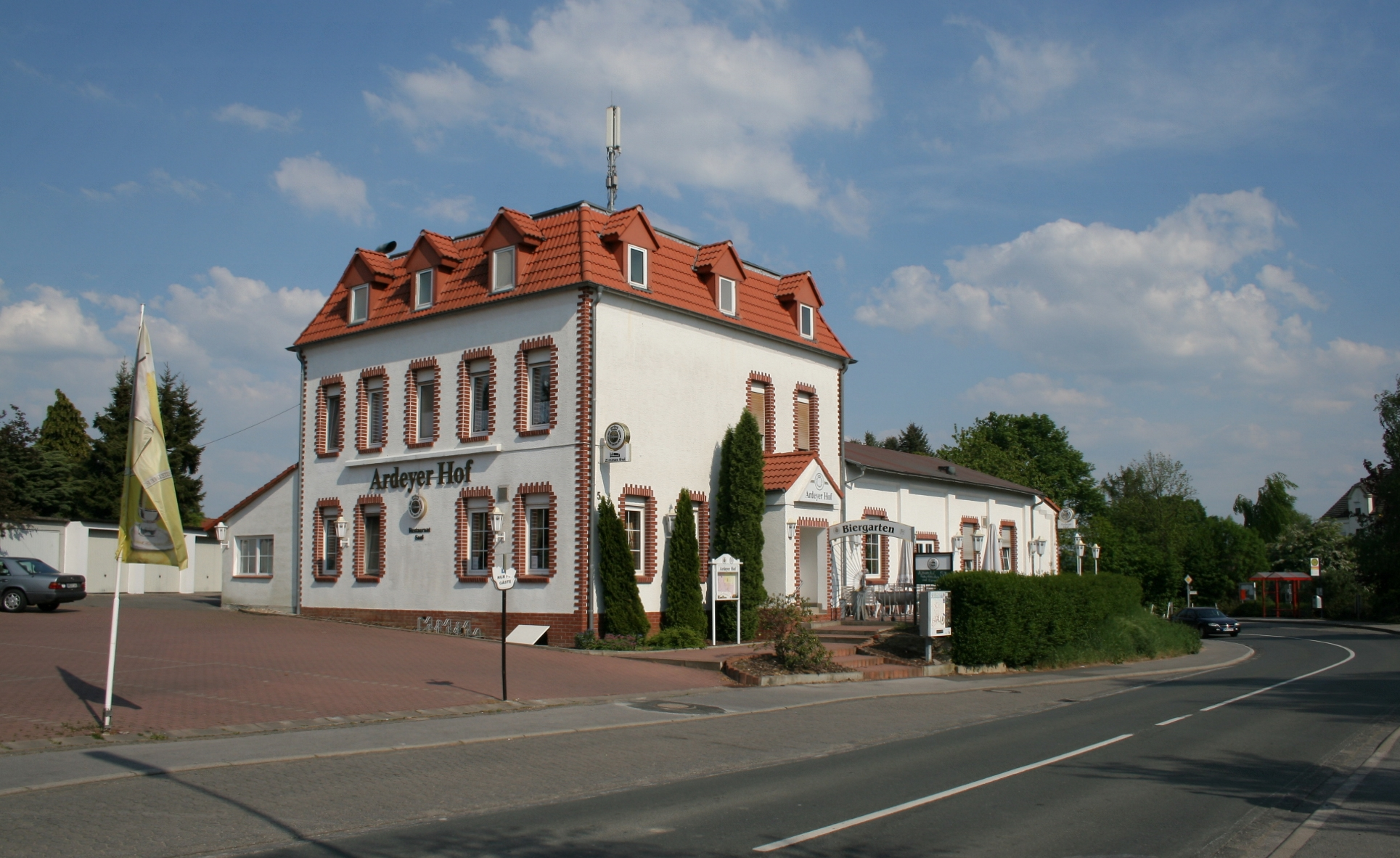
Ehemalige Gaststätte „Ardeyer Hof“

Ardey ist ein Ortsteil der Stadt Fröndenberg/Ruhr im Kreis Unna in Nordrhein-Westfalen, mit etwa 2200 Einwohnern.

## Geschichte
1170 übernahm Rabodo von Rüdenberg das Lehen zu Ardey. Seine Erben errichteten die Burg Ardey, die 1176 erstmals urkundlich erwähnt wurde. Die Burg existiert heute nicht mehr; nur einige Mauerreste sind noch sichtbar. 1318 wurde letztmals ein Edelmann zu Ardey urkundlich erwähnt. Der Burgberg wird heute von der Bahnlinie Unna – Fröndenberg durchschnitten.
Ardey gehörte im Spätmittelalter und der Frühen Neuzeit in eigener Bauerschaft im Amt Unna zur Grafschaft Mark. Laut dem Schatzbuch der Grafschaft Mark von 1486 hatten die 11 Steuerpflichtigen in der Bauerschaft zwischen 1 und 6 Goldgulden an Abgabe zu leisten. Größter Steuerzahler war der Schulzenhof in Ardey. Im Jahr 1705 waren in der Bauerschaft 13 Steuerpflichtige mit Abgaben an die Rentei Hamm im Kataster verzeichnet.
Ab dem 19. Jahrhundert gehörte Ardey bei der Errichtung der Ämter in der preußischen Provinz Westfalen zum Amt Fröndenberg im Kreis Hamm. 1895 gab es in der Landgemeinde Ardey auf 293,9 ha Fläche 3 Wohnplätze, 35 Wohnhäuser mit 47 Haushaltungen und 263 Einwohner. Am 1. August 1964 schlossen sich die Gemeinden Ardey, Dellwig und Langschede zur neuen Gemeinde Langschede zusammen, die bereits am 1. Januar 1968 in die Stadt Fröndenberg eingegliedert wurde.

## Einwohnerentwicklung
| Jahr | Einwohner |
| ---- | --------- |
| 1849 | 0193      |
| 1910 | 0369      |
| 1931 | 0374      |
| 1956 | 0596      |
| 1961 | 0849      |
| 1987 | 2330      |
| 2011 | 2138      |
| 2013 | 2187      |

## Heute

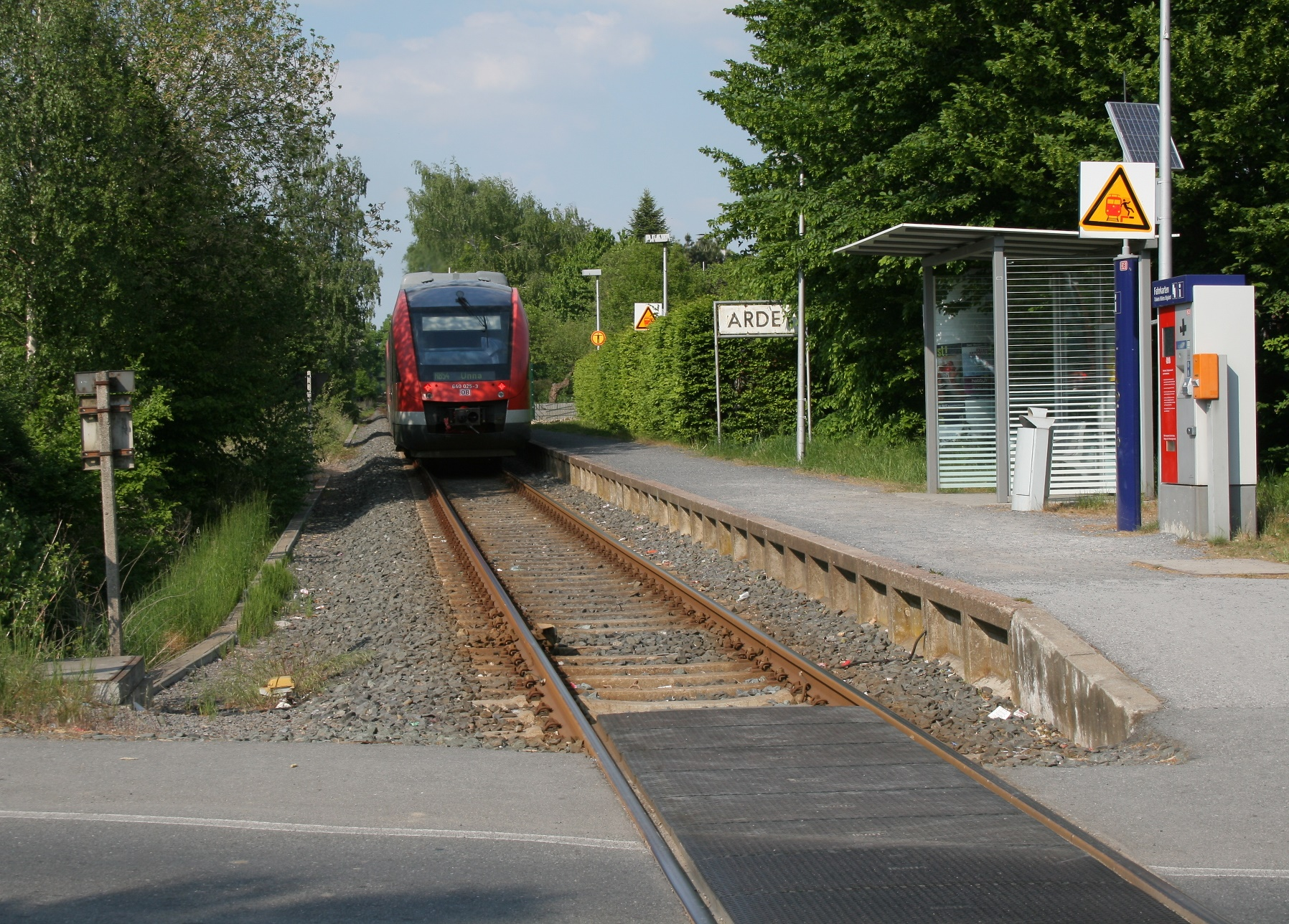
Haltepunkt der Hönnetal-Bahn

Es gibt eine Versicherungs-Geschäftsstelle, eine Pizzeria, eine Bäckerei, eine Kindertageseinrichtung und ein Jugendzentrum. Das evangelische Gemeindezentrum in der Ortsmitte, in dem zweimal im Monat ein Gottesdienst und diverse Veranstaltungen abgehalten worden waren, ist geschlossen und wurde im Januar 2012 entwidmet. Inzwischen ist für Gemeindemitglieder ein Bustransfer zur evangelischen Kirche Dellwig eingerichtet. Im Jahr 2016 wurden ein Wohnheim und ein neues Neubaugebiet an der Ardeyer-Straße gebaut.
Das größte Unternehmen in Ardey ist ein in der Region sehr bekannter Geflügelhof, der Landhähnchen herstellt, die teils an Supermärkte geliefert und teils in Hähnchenverkaufswagen im Umkreis von 30 Kilometern angeboten werden. Höhepunkt im dörflichen Leben ist das jährliche Schützenfest.
Die Sonnenberg-Grundschule geht auf die Volksschule Ardey-Langschede zurück. Nach dem Wegfall der Bezirksgrenzen steht es den Eltern frei, ihre Kinder an dieser Grundschule anzumelden.
Durch Ardey verläuft die Landesstraße L673 mit Anschluss an die Bundesstraße 233. Die Züge der Linie RB 54 Unna–Fröndenberg–Menden–Neuenrade auf der Bahnstrecke Fröndenberg–Unna halten in jeder Richtung stündlich (an Sonn- und Feiertagen vormittags im Zweistundentakt) am in der Ortsmitte gelegenen Haltepunkt Ardey.
| Linie | Verlauf | Takt   |
| ----- | --- | ------ |
| RB 54 | Hönnetal-Bahn Unna – Fröndenberg-Frömern – Ardey – Fröndenberg – Bösperde – Menden (Sauerland) (aufgrund von Dachsschäden am Bahndamm längerfristig im Schienenersatzverkehr zwischen Unna und Fröndenberg) Stand: Fahrplanwechsel Dezember 2023 | 60 min |

Ergänzt wird der Bahnverkehr tagsüber durch die Buslinie 180 von Unna nach Fröndenberg.

## Vereine
In Ardey gibt es verschiedene Vereine, etwa einen Gospelchor, einen Förderverein Dorfgemeinschaft Ardey, den Kaninchenzuchtverein W124 Ardey e. V. sowie einen Schützenverein.